# Coppa della Consuma

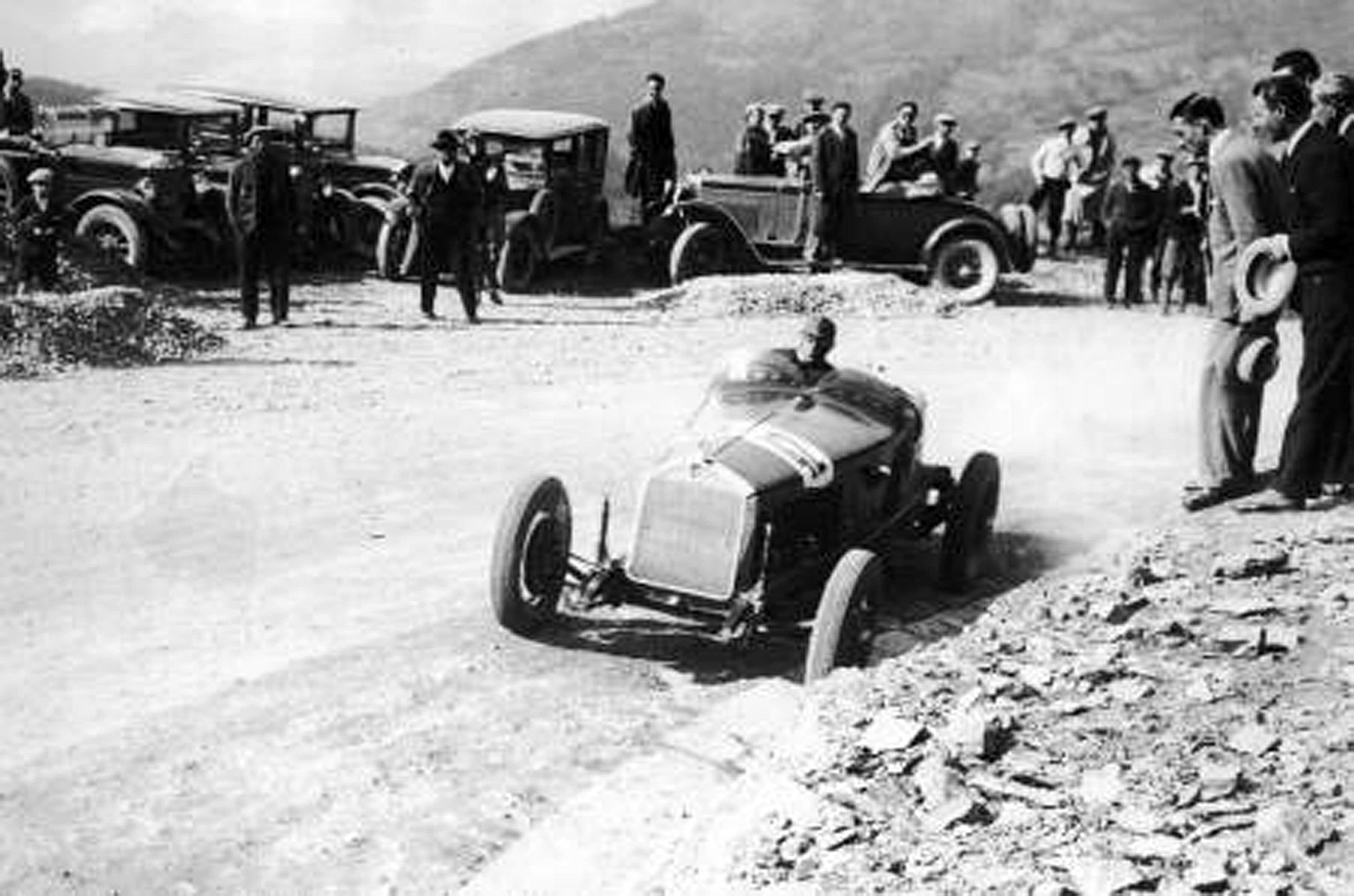
Coppa Consuma 1930, Tazio Nuvolari su Alfa Romeo 6C1750GS

La Coppa della Consuma è stata una gara automobilistica e motociclistica a carattere agonistico disputata tra il 1902 e il 1964 per poi essere ripresa come rievocazione dal 1990 a oggi.

## Storia della gara automobilistica

### L'inizio (1902-1904)
Il 3 febbraio 1900 venne fondato a Firenze il Club Automobilisti Fiorentini (oggi Automobile Club di Firenze) da parte di un gruppo di appassionati pionieri dell'automobilismo, il club fiorentino era cronologicamente il quarto in Italia dopo quelli di Milano, Torino e Padova. L'entusiasmo e la passione nei confronti dell'automobile portò all'organizzazione delle prime competizioni automobilistiche. Il cavalier Ugobaldo Tonietti, figura di spicco tra gli automobilisti fiorentini, propose di organizzare una gara da disputarsi sul tortuoso tracciato che partendo da Pontassieve porta al Passo della Consuma.
L'idea fu entusiasticamente accolta dai membri dell'Automobile Club ma all'entusiasmo iniziale seguirono vari problemi; la prima gara vera e propria venne organizzata per il 1901 ma a causa dell'esiguo numero di iscritti non si poté disputare. L'anno seguente le cose migliorarono e tra gli organizzatori c'era anche la sezione fiorentina del Touring Club Italiano. La gara era in programma per la mattina del 15 giugno 1902. Alla partenza si presentarono tredici vetture; la linea di partenza venne posta subito dopo il ponte che separa Pontassieve da San Francesco, per la precisione nella località La Fortuna mentre l'arrivo era in località La Castellaccia, appena prima del valico della Consuma. Non tutto andò liscio; la vittoria andò al triciclo De Dion Bouton di Nourry ma il secondo classificato, Ugobaldo Tonietti su Panhard contestò la vittoria in quanto il vincitore per un tratto della gara spinse a mano il veicolo, cosa vietata dal regolamento. Dopo una lunghissima e polemica discussione tra i commissari di gara si decise di assegnare la vittoria assoluta al Tonietti mente al Nourry si diede un premio speciale per la categoria tricicli.
Nonostante le polemiche la gara ebbe successo e un anno dopo il 14 giugno 1903 si tenne la seconda edizione che vide la partecipazione, lungo il percorso di un numeroso pubblico.  La vittoria andò a Felice Nazzaro che guidava una Panhard 70 HP, al secondo e al terzo posto si piazzarono Luigi Storero e Vincenzo Lancia, entrambi su Fiat 24HP; la Darracq 16HP di Spinelli e la De Dion Bouton 9 HP di Nagliati vinsero rispettivamente nelle categorie vetture leggere e vetturette. Storero si piazzò secondo anche tra le moto pilotando una Phoenix 3HP.

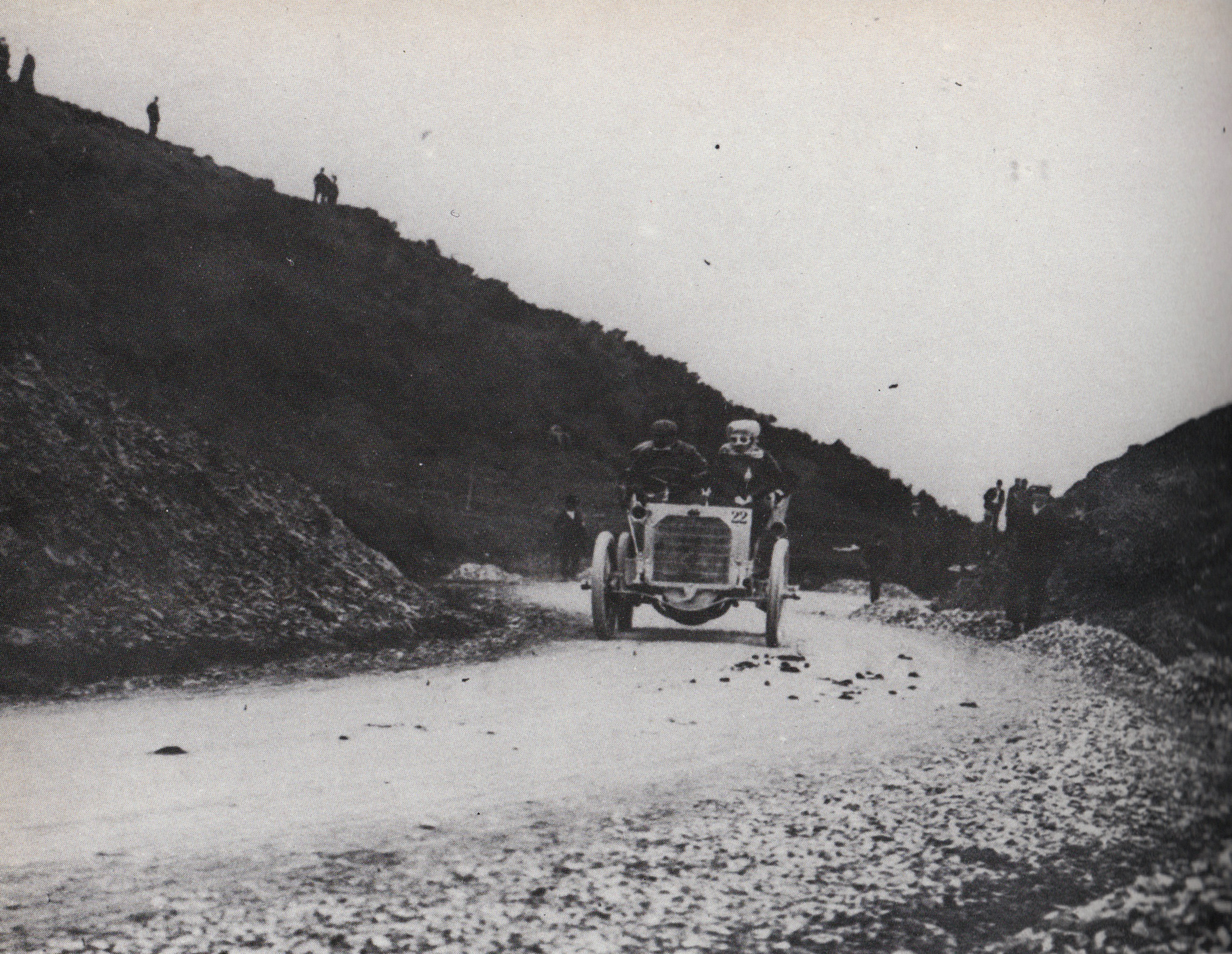
Coppa della Consuma 1903

Nel 1904 la Coppa della Consuma venne organizzata ad una settimana dal Circuito di Brescia, dove Vincenzo Lancia su Fiat aveva sconfitto il francese Teste che pilotava una Panhard 90HP. La sfida si ripeté alla Consuma e anche in quell'occasione Lancia si impose nonostante la Panhard avesse fornito al Teste una versione più potente della sua macchina. La vittoria nella categoria leggere andò alla Darracq di Hémery che precedette Spinelli sulla sua Florentia 16HP. Per la Fiat, vittoriosa anche nella categoria turisti fu un trionfo che la casa torinese fece pubblicizzare a dovere

### La sospensione e la ripresa (1905-1929)
Dopo queste prime edizioni la gara non venne organizzata a causa di dissidi tra i finanziatori. Oltre a questi problemi nel 1915 l'Italia entrò nella prima guerra mondiale che comportò una sospensione delle attività sportive. Dopo il conflitto l'Italia si presentava economicamente e socialmente in dissesto. L'attività motoristica riprese nel 1919 con la disputa della Targa Florio vinta da André Bolillot alla guida di una Peugeot. La Coppa della Consuma venne organizzata per il 26 ottobre 1919 e nella categoria oltre 5000 cm³ vide la vittoria di Antonio Ascari al volante di una Fiat alla media di oltre 70 km orari mentre al secondo posto si piazzò Mario Barsanti col copilota e fratello Dino alla guida di un Itala 75 Hp tipo Taunus; nella categoria fino a 5000 cm³ si impose Meregalli che guidava una Nazzaro.
Negli anni seguenti la corsa sui tornanti della Consuma vide la partecipazione di importanti piloti quali Giulio Masetti, Emilio Materassi e Felice Nazzaro. Dal 1925 al 1928 la corsa automobilistica subì una nuova interruzione che fece pensare al peggio per il suo futuro, la corsa infatti venne riservata alle sole motociclette.

La gara riprese il 29 ottobre 1929 in tono decisamente minore anche a causa della contemporanea Coppa Pierazzi che si disputava a Grosseto e che vedeva ai nastri di partenza piloti come Clemente Biondetti e Luigi Fagioli. Parlando dell'edizione del 1929 il quotidiano La Nazione scrisse:
La vittoria andò al costruttore fiorentino Bruno Presenti alla guida di un Alfa Romeo 1750 alla media di 78,169 km/h; al secondo posto si classificò Mario Barsanti su Ansaldo Sport, che mesi prima aveva vinto la Coppa della Consuma per motociclette in sella ad una Chater Lea 350. L'edizione del 1929 fu funestata dal maltempo e dalle polemiche tre ai partecipanti; scriveva ancora La Nazione:

### 1930-1939
La gara del 1930 fu dedicata al pilota di Montevarchi Gastone Brilli-Peri che il 22 marzo di quell'anno aveva perso la vita in un incidente sul circuito di Tripoli. Il vincitore fu Clemente Biondetti su Bugatti alla media di oltre 85 km/h, il secondo classificato fu Tazio Nuvolari.
Negli anni trenta la Coppa della Consuma aveva acquistato una notevole importanza nel panorama automobilistico italiano. Il percorso dislocato su un dislivello di oltre 1000 metri era considerato un vero banco di prova per propulsori; di pari passo lo sviluppo motoristico permetteva ormai a quasi tutte le vetture di arrivare alla fine in tempi brevi , tempi ben diversi dagli oltre 20 minuti che erano necessari nelle edizioni del 1902-1904.
Nel 1931 ai nastri di partenza si presentarono tutti i maggiori piloti del tempo; tra gli iscritti infatti figuravano Tazio Nuvolari, Clemente Biondetti, Mario Umberto Baconin Borzacchini e Carlo Niccolini. La vittoria andò a Nuvolari che stabilì anche il nuovo record di velocità media: 91 km/h.
Dal 1932 al 1934 la corsa subì una nuova interruzione.
Il 15 settembre 1935 la gara venne svolta come prova valida per il campionato sociale della sezione fiorentina del Reale Automobile Club d'Italia. Tutti i pronostici erano per Pasquino Ermini, l'ex meccanico di Emilio Materassi, che nel secondo dopoguerra divenne costruttore di auto da corsa a suo nome. Il vincitore però fu Giosuè Calamai alla guida di un Alfa Romeo 1750 che percorse il tracciato in 10'30" alla media di 79 km/h; Ermini invece giunse secondo.
Nuova interruzione tra il 1936 e il 1938, nonostante la popolarità della gara in quegli anni il Regime Fascista preferì sostenere e finanziare un'altra gara disputata in Toscana, la Coppa del Circuito di Montenero, nei pressi di Livorno gara sponsorizzata da Galeazzo Ciano; a questa interruzione automobilistica va sommata la lunga interruzione della gara motociclistica che non si disputò dal 1931 al 1939.
La miglior descrizione dell'edizione del 1939 la dà il quotidiano La Nazione che scriveva:
La gara del 1939 era valida per le eliminatorie toscane del Volante d'Argento, gara che aveva la finale a Milano. I piloti partecipanti furono tutti dilettanti assoluti e guidavano automobili rigorosamente di serie; si poté correre con quattro modelli di auto: Lancia Aprilia, Fiat 1500, Fiat 1100 e Fiat 500. Il vincitore fu Umberto Violini di Firenze alla guida di una Lancia Aprilia che precedette Dino Bassi di Siena e Marcello Servadei di La Spezia anch'essi su Lancia.

### Il secondo dopoguerra

Coppa della Consuma 1956, Edoardo Lualdi Gabardi taglia il traguardo su Lancia Aurelia B20

Come già era successo venti anni prima anche durante la seconda guerra mondiale tutte le attività agonistiche legate ai motori vennero sospese. Dopo la guerra in una situazione fatta di miseria, case crollate e strade distrutte e di carburante introvabile si ricominciò lentamente a gareggiare.
A Firenze nel 1947 venne disputata una gara riservata alle vetture sport nel Parco delle Cascine mentre nel 1948 l'Automobile Club di Firenze organizzò una gara chiamata Firenze-Fiesole, che si disputò per diversi anni. Oltretutto in quegli anni Firenze, dai viali alla via Bolognese in direzione nord venne nuovamente percorsi dalla Mille Miglia. Nel 1949 nell'unico anno in cui la Mille Miglia non transitò da Firenze gli appassionati dei motori fiorentini si consolarono con la prima edizione della Coppa della Toscana. La febbre dei motori era ripresa e oltre a queste gare era tutto un susseguirsi si raduni, gimcane e concorsi di eleganza.
Per le motociclette la Coppa della Consuma era ripresa già nel 1948 mentre per le auto si dovette attendere il 1952. Il percorso era tra le località delle Palaie e Borselli e in quell'anno la vittoria andò a Pietro Palmieri di Roma al volante di una Ferrari. A quell'edizione partecipò anche una vettura costruita da Pasquino Ermini nella sua officina in Viale Matteotti a Firenze, che condotta da Brandi si piazzò al quarto posto. Nel 1953 la vittoria andò al pilota fiorentino Piero Scotti al volante di una Ferrari 250MM spider carrozzata Vignale che precedette Clemente Biondetti alla guida di una Lancia. Piero Scotti bissò il successo anche nel 1954 sempre su Ferrari davanti alla Maserati di Cesare Perdisa e alla Ferrari di Biondetti. Per Pietro Scotti quello fu un periodo d'oro, infatti oche settimane prima aveva trionfato alla Coppa della Toscana.
Nel 1955 a seguito degli incidenti alla 24 Ore di Le Mans la gara, come quasi tutte le gare motoristiche di quell'anno, non venne disputata; sempre nel 1955 è da segnalare la scomparsa di Clemente Biondetti a causa di un male incurabile. Nel 1956 e nel 1957 la vittoria andò a Giulio Cabianca su Osca MT4 1500 mentre nel 1958 ci fu la prima vittoria di Odoardo Govoni che rivinse anche nel 1961 e nel 1964.
In quegli anni sulle strade della Consuma si sfidarono i maggiori piloti italiani come Elio Zagato, Ilfo Minzoni e Umberto Maglioli oltre ai già citati Cabianca e Biondetti; la direzione della gara era affidata ad Amos Pampaloni e la sua direzione si distinse per l'organizzazione impeccabile e per il notevole servizio d'ordine.
Nel 1959 il vincitore fu Ludovico Scarfiotti alla guida di una Osca S1550 con la qual stabilì il nuovo record della gara: 103,788 km/h. Nel 1960 la gara fu flagellata da una pioggia battente che impedì alle vetture di avere un'andatura da gara; situazione che si ripeterà nel 1962 quando la vittoria andò a Giampiero Biscaldi alla guida di un Alfa Romeo Giulietta SZ che precedette un'altra SZ guidata da Cella e terzo si classificò Venturi a bordo di un Abarth 1000.
Nel 1963 e nel 1964 la Coppa Consuma divenne una gara valida per il Campionato del Mondo Costruttori e per questo il numero delle vetture iscritte aumentò di molto. Nel 1963 le vetture al via erano 150 e l'anno successivo addirittura 242. A questo numero altissimo di vetture fece da spettatore un numerosissimo pubblico che giunto sul percorso a bordo di auto e moto spesso era costretto a salire sul tetto della propria auto per seguire la corsa. Il vincitore dell'edizione 1963 fu Edoardo Lualdi Gabardi alla guida di una Dino 196 Sp per le insegne della scuderia Sant'Ambroeus che batté il suo rivale Hans Herrmann alla guida di un Abarth. Secondo le cronache dei giornali l'edizione del 1964 vide lungo le strade almeno 80.000 spettatori, alcuni giornali parlarono addirittura di oltre 100.000 persone. Tutto questo pubblico creava dei notevoli problemi organizzativi non ultimo il problema del deflusso degli spettatori dopo la corsa che letteralmente intasavano per ore la via della Consuma. Oltretutto l'Automobile Club di Firenze decise di spostare il suo impegno nell'organizzazione del Circuito stradale del Mugello, che dopo una prima edizione sperimentale del 1955 fu sempre regolarmente organizzato tra il 1964 e il 1970, sempre con un maggiore successo di pubblico. Ma quegli per le varie classiche dell'automobilismo su strada furono anni duri, una dopo l'altra furono tutte soppresse a cominciare dalla più importante di tutte: la Mille Miglia soppressa già nel 1957.

### La soppressione
La gara motociclistica venne soppressa già nel 1963. La gara automobilistica fu travolta da problemi che gli organizzatori avevano a ottenere i permessi dai sindaci e dalle forze dell'ordine per far svolgere la gara, infatti per organizzare la corsa si doveva interrompere per due giorni ogni collegamento viario tra Firenze e il Casentino, cosa che era ormai semplicemente inconcepibile. La Coppa della Consuma venne organizzata anche per il 1965 ma all'ultimo momento saltò tutto.

### La rinascita
Della gara non si parlò più fino agli anni ottanta quando si iniziò timidamente a parlare di poter rievocare la corsa con vetture storiche. Grazie all'enorme impegno di Amos Pampaloni, della Commissione Sportiva dell'Automobile Club di Firenze, dell'Unione Sportiva Pontassieve e alla Scuderia Clemente Biondetti nel 1988 la corsa venne disputata come gara di regolarità su un percorso chiuso al traffico. Dal 1990 la gara ha ottenuto lo status di prova valida come competizione per auto storiche e per il Campionato Italiano Velocità Auto Storiche. Nel corso degli anni, vari piloti hanno potuto firmarsi nell'Albo d'Oro della gara, fra cui coloro che si sono distinti a livello nazionale ed internazionale quali Roberto Benelli, Uberto Bonucci, Stefano Di Fulvio, Daniele Grazzini, Giuliano e Stefano Peroni e Denny Zardo. 
Nel 2009 si è verificata in prova una tragedia: il pilota reatino Sandro Colapicchioni in gara con una Fiat 128 Rally, accusò un malore lungo il percorso, dovuto a infarto. Dopo avere rischiato per almeno due volte di perdere il controllo del mezzo, Colapicchioni riuscì ad arrivare al traguardo delle prove e a fermare l'auto, per poi perdere definitivamente i sensi. Nonostante i soccorsi tempestivi prestati dal personale di servizio e da alcuni concorrenti, il pilota laziale non si riprese e fu dichiarato morto all'Ospedale di Careggi dove era stato portato in elicottero.
Negli anni 2010 è avvenuta una serie di avvicendamenti nell'organizzazione della gara: annullata l'edizione del 2011, la Chianti Cup, già organizzatrice della Coppa del Chianti Classico, si assunse l'onere di organizzarla nel 2012 e 2013. Dopo un anno di pausa, fu la Reggello Motorsport ad organizzarla fino al 2018, in un percorso di lunghezza ridotta a poco meno di 8,5 km, con partenza non più storicamente in località Palaie, ma da Diacceto.
Dopo un periodo di pausa forzato, dovuto anche alla Pandemia di COVID-19, la Reggello Motorsport ripropone la 55^ Coppa della Consuma, riportando la partenza nella storica località delle Palaie e ripristinando la lunghezza del percorso a 12,5 km. Il vincitore di questa importante edizione fu Filippo Caliceti a bordo di un’Osella PA9/90.
Nel 2022 è l'ACI Promuove di Firenze che si assume l'incarico di organizzare la gara che, in occasione del 120º anniversario dalla prima edizione, assume la doppia titolazione CIVSA/TIVM, istituendo per le vetture moderne il 1° Trofeo Coppa della Consuma. Nell'edizione dello storico anniversario, sono i piloti fiorentini Stefano Peroni e Simone Faggioli ad iscrivere il loro nome nell'Albo d'Oro della Coppa della Consuma.
Nel 2023 l'organizzazione della Coppa ritorna nelle mani della Reggello Motorsport, facendo ripartire il percorso da Diacceto. Anche in questa edizione Stefano Peroni e Simone Faggioli sono i vincitori della gara, rispettivamente nelle auto storiche e moderne.
Nel 2024 avvengono delle variazioni sui nomi delle due competizioni: la Coppa della Consuma diventa Coppa della Consuma Autostoriche, mentre il Trofeo Coppa della Consuma diventa semplicemente Coppa della Consuma. Inoltre la competizione viene di nuovo organizzata da ACI Promuove in collaborazione con Reggello Motorsport.

## Albo d'Oro automobilistico

### 1902-1964

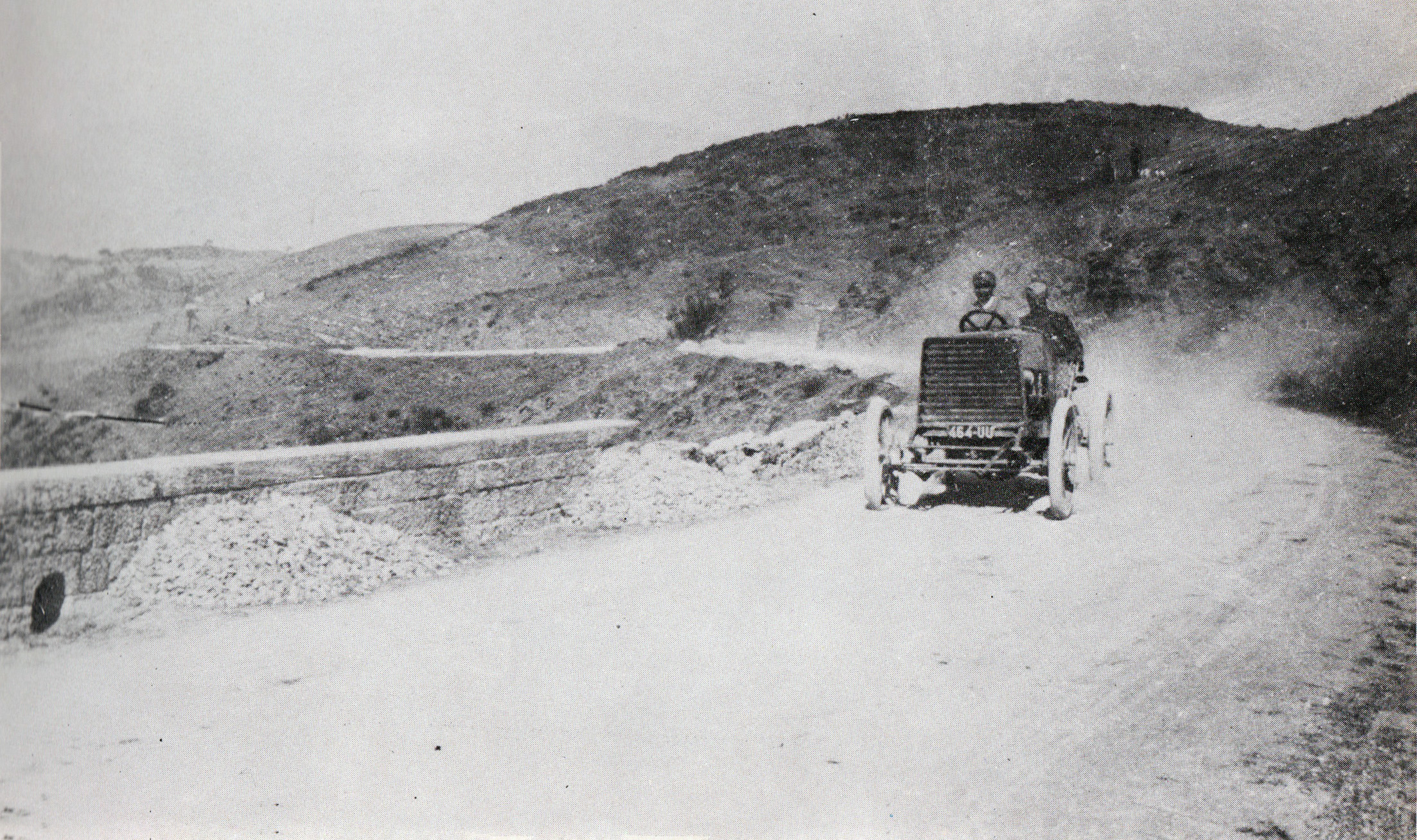
Coppa della Consuma 1902

Dal 1902 al 1964 la Coppa della Consuma ha avuto 26 edizioni. Questo l'albo d'oro:
| Edizione | Anno | Vincitore              | Vincitore      |
| Edizione | Anno | Pilota                 | Marca          |
| -------- | ---- | ---------------------- | -------------- |
| 1        | 1902 | Ugobaldo Tonietti      | Panhard        |
| 2        | 1903 | Felice Nazzaro         | Panhard        |
| 3        | 1904 | Vincenzo Lancia        | Fiat           |
| 4        | 1919 | Antonio Ascari         | Fiat           |
| 5        | 1920 | Paolo Niccolini        | Fiat           |
| 6        | 1921 | Luigi Angelini         | Alfa Romeo     |
| 7        | 1922 | Giulio Masetti         | Mercedes       |
| 8        | 1923 | Giulio Masetti         | Alfa Romeo     |
| 9        | 1924 | Emilio Materassi       | Itala          |
| 10       | 1929 | Bruno Presenti         | Alfa Romeo     |
| 11       | 1930 | Clemente Biondetti     | Bugatti        |
| 12       | 1931 | Tazio Nuvolari         | Alfa Romeo     |
| 13       | 1935 | Giosuè Calamai         | Alfa Romeo     |
| 14       | 1939 | Umberto Violini        | Lancia Aprilia |
| 15       | 1952 | Pietro Palmieri        | Ferrari        |
| 16       | 1953 | Piero Scotti           | Ferrari        |
| 17       | 1954 | Piero Scotti           | Ferrari        |
| 18       | 1956 | Giulio Cabianca        | Osca           |
| 19       | 1957 | Giulio Cabianca        | Osca           |
| 20       | 1958 | Odoardo Govoni         | Maserati       |
| 21       | 1959 | Ludovico Scarfiotti    | Osca           |
| 22       | 1960 | Toselli                | Ferrari        |
| 23       | 1961 | Odoardo Govoni         | Maserati       |
| 24       | 1962 | Giampiero Biscaldi     | Alfa Romeo     |
| 25       | 1963 | Edoardo Lualdi Gabardi | Ferrari        |
| 26       | 1964 | Odoardo Govoni         | Maserati       |

### 1990-in corso
L'albo d'oro dell'odierna Coppa della Consuma:
| Anno | Edizione | Vincitore Coppa della Consuma Autostoriche | Vincitore Coppa della Consuma Autostoriche | Edizione | Vincitore Coppa della Consuma | Vincitore Coppa della Consuma |
| Anno | Edizione | Pilota                                     | Marca                                      | Edizione | Pilota                        | Marca                         |
| ---- | -------- | ------------------------------------------ | ------------------------------------------ | -------- | ----------------------------- | ----------------------------- |
| 1990 | 27       | Giorgio Pinchetti                          | Lotus Elan                                 |          | Non istituita                 | Non istituita                 |
| 1991 | 28       | Bettino Ghisla                             | Lotus 238                                  |          | Non istituita                 | Non istituita                 |
| 1992 | 29       | Bettino Ghisla                             | Lotus 238                                  |          | Non istituita                 | Non istituita                 |
| 1993 | 30       | Panzani Patrizio                           | Lotus Elan                                 |          | Non istituita                 | Non istituita                 |
| 1994 | 31       | Giovanni Anzeloni                          | Merlyn MK6                                 |          | Non istituita                 | Non istituita                 |
| 1995 | 32       | Franco Breschi                             | Lola 1300                                  |          | Non istituita                 | Non istituita                 |
| 1996 | 33       | Gaetano Diliberto                          | Osella PA7                                 |          | Non istituita                 | Non istituita                 |
| 1997 | 34       | Pierluigi Muccini                          | Chevron B3                                 |          | Non istituita                 | Non istituita                 |
| 1998 | 35       | Roberto Benelli                            | Osella PA9                                 |          | Non istituita                 | Non istituita                 |
| 1999 | 36       | Giuliano Peroni                            | Osella PA3                                 |          | Non istituita                 | Non istituita                 |
| 2000 | 37       | Giuliano Peroni                            | Osella PA3                                 |          | Non istituita                 | Non istituita                 |
| 2001 | 38       | Roberto Benelli                            | Osella PA9                                 |          | Non istituita                 | Non istituita                 |
| 2002 | 39       | Roberto Benelli                            | Osella PA9                                 |          | Non istituita                 | Non istituita                 |
| 2003 | 40       | Giuliano Peroni                            | Elva 2000                                  |          | Non istituita                 | Non istituita                 |
| 2004 | 41       | Daniele Grazzini                           | Osella PA1/9                               |          | Non istituita                 | Non istituita                 |
| 2005 | 42       | Giuliano Peroni                            | Osella PA3                                 |          | Non istituita                 | Non istituita                 |
| 2006 | 43       | Daniele Grazzini                           | Osella PA7/9                               |          | Non istituita                 | Non istituita                 |
| 2007 | 44       | Daniele Grazzini                           | Osella PA7/9                               |          | Non istituita                 | Non istituita                 |
| 2008 | 45       | Daniele Grazzini                           | Osella PA7/9                               |          | Non istituita                 | Non istituita                 |
| 2009 | 46       | Stefano Di Fulvio                          | Osella PA9                                 |          | Non istituita                 | Non istituita                 |
| 2010 | 47       | Denny Zardo                                | Osella PA9/90                              |          | Non istituita                 | Non istituita                 |
| 2011 | 48       | Annullata                                  | Annullata                                  |          | Non istituita                 | Non istituita                 |
| 2012 | 49       | Marco Naldini                              | Osella PA9                                 |          | Non istituita                 | Non istituita                 |
| 2013 | 50       | Massimo Perotto                            | Porsche 911 RSR                            |          | Non istituita                 | Non istituita                 |
| 2015 | 51       | Stefano Di Fulvio                          | Osella PA9/90                              |          | Non istituita                 | Non istituita                 |
| 2016 | 52       | Stefano Di Fulvio                          | Osella PA9/90                              |          | Non istituita                 | Non istituita                 |
| 2017 | 53       | Stefano Peroni                             | Osella PA8/10                              |          | Non istituita                 | Non istituita                 |
| 2018 | 54       | Uberto Bonucci                             | Osella PA9/90                              |          | Non istituita                 | Non istituita                 |
| 2021 | 55       | Filippo Caliceti                           | Osella PA9/90                              |          | Non istituita                 | Non istituita                 |
| 2022 | 56       | Stefano Peroni                             | Martini Mk 32                              | 1        | Simone Faggioli               | Norma M20 FC                  |
| 2023 | 57       | Stefano Peroni                             | Martini Mk 32                              | 2        | Simone Faggioli               | Norma M20 FC                  |
| 2024 | 58       | Salvatore Riolo                            | PRC A 6 BMW                                | 3        | Simone Faggioli               | Nova Proto NP1                |
| 2025 | 59       | Stefano Peroni                             | Martini Mk 32                              | 4        | Simone Faggioli               | Nova Proto NP1                |

## Storia della gara motociclistica
Per circa un sessantennio alla gara automobilistica sulle strade della Consuma si è affiancata una competizione riservata alle motociclette. Le gare motociclistiche hanno avuto 29 edizioni in un arco di tempo compreso tra il 1903 e il 1963 e in genere venivano disputate in date diverse rispetto a quella dell'auto.
La prima edizione del 1903 vide il successo del motociclista di Piacenza Giuseppe Tamagni che in sella ad una Marchand 6HP vinse alla media di 45,401 km/h. Tra i vincitori fino al 1930 sono da ricordare Damiano Rogai che trionfò nel 1914 e nel 1922 e Mario Barsanti che si aggiudicò la gara nel 1929 e nel 1930, entrambi i piloti si distinsero anche nella gara riservata alle auto.
Tra gli anni dieci e gli anni venti molti piloti che in seguito sarebbero stati dei veri e propri miti dell'automobile corsero sulla Consuma in sella ad una motocicletta. Sono da ricordare Gastone Brilli-Peri che corse nel 1913 e nel 1914, Tazio Nuvolari nel 1924 e sempre nello stesso anno corse il suo futuro grande rivale Achille Varzi mentre nel 1923, 1924 e 1925 corse anche Clemente Biondetti.
Nel secondo dopoguerra la gara tra il 1948 e il 1954 vide il dominio incontrastato di Ernaldo Caprini (detto Eraldo) e di Aldo Bernardoni. Sulla salita che porta al Passo della Consuma si sfidarono molti valenti piloti come: Mario Nutini pilota ufficiale della Beta, Paolo Maranghi pilota ufficiale della Mondial e protagonista di vari Giri d'Italia e della Milano-Taranto, Giuliano Maoggi pilota ufficiale Ducati, i piloti della Rumi Mauro Cintolesi e il marchese Piero Frescobaldi, Michele Cortini che fu anche co-pilota di Clemente Biondetti alla Mille Miglia 1951, Renzo Pasolini il grande rivale di Giacomo Agostini e infine Lucio Zaccanti pilota della DEMM.
L'ultima edizione della Coppa Consuma per moto si disputò, sotto una pioggia battente, il 16 giugno 1963 e vide il successo di Giacomo Agostini.
Oggi la gara motociclistica, come la sua più famosa versione per auto è rinata e viene disputata come rievocazione storica non competitiva riservata a moto costruite prima della seconda guerra mondiale.